# إيرا بابكوك
إيرا بابكوك (بالإنجليزية: Ira Babcock)‏ هو عسكري أمريكي، ولد في 1808 في نيويورك في الولايات المتحدة، وتوفي في 21 مارس 1888.